# Didymoglossum gourlianum
Didymoglossum gourlianum là một loài thực vật có mạch trong họ Hymenophyllaceae. Loài này được (Grev. ex J. Sm.) Pic. Serm. miêu tả khoa học đầu tiên năm 1973.